# Goto Saijiro
Goto Saijiro, né probablement au début du XVIIe siècle et mort en 1704 à Kutani dans la province de Kaga (Japon), est un potier et samouraï japonais. Mandaté par le seigneur Toshiharu Maeda, ce membre du clan Kaga, crée en 1655 dans la province de Hizen un style de céramique réputé aujourd'hui au Japon, le Kutani-yaki.  

## Biographie

### Formation
Goto Saijiro est un samouraï et artiste au service du domaine de Daishōji, alors dirigé par Toshiharu Maeda. Il est membre d'un clan mineur, le clan Kaga. Il est probablement né au XVIIe siècle dans la province de Hizen, aujourd'hui préfecture de Saga. Les manuscrits mentionnent pour la première fois Saijiro en 1655.

Goto Saijiro apprend sur l'île de Kyūshū les techniques de la céramique à Arita où il maîtrise le Arita-yaki, appelée aussi porcelaine d'Imari. Il a vraisemblablement appris également les techniques ordinaires de la céramique chinoise.

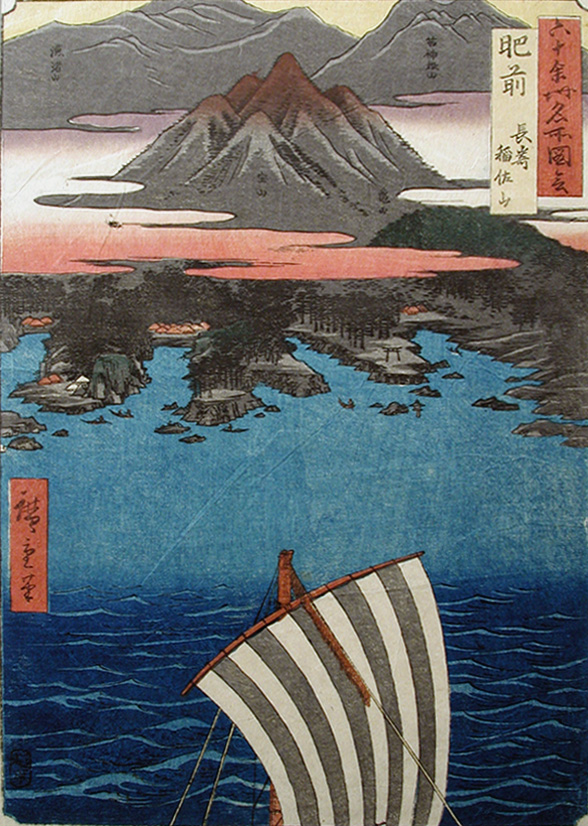
Représentation du mont Inasa, ville de Nagasaki, Province d'Hizen, Utagawa Hiroshige.

### Création duKutani-yaki

Bol de l’Époque Edo, style Kutani, Japon, Musée d'Art de Cleveland.

Dépêché en 1655 par son seigneur, Goto Saijiro mobilise de nombreux potiers de la province de Hizen afin d'importer avec lui un savoir-faire, créant un style. La mission est commanditée peu après l'apparition de céramiques réalisées à partir du magnétite à Kayenama. Goto Saijiro décide de s'établir à Kutani, en raison de la découverte d'argile de grande qualité dans le village. Cette démarche s'inscrit également dans la volonté de développer l'artisanat local à la même époque au Japon. En 1656, il crée ce nouveau style. Il fonde plusieurs fours à céramique, et rapidement ce style, inspiré de la céramique chinoise, ne se cantonne plus à la simple province de Kaga,. 
Dix ans après avoir quitté l'île de Kyushu, il y retourne en 1666. Pendant cette période qu'il se marie avec une femme de Hizen ; sa belle-sœur lui sert alors de professeur pour s'améliorer dans les techniques de la céramique. Parvenu à bien maîtriser cette dernière, il retourne vraisemblablement à Kutani. 
il est certainement décédé dans le village de Kutani, durant l'époque d'Edo, en 1704. Le style va perdurer après sa mort, mais s'arrête brusquement pour des raisons aujourd'hui inexpliquées, en 1730.

## Postérité
Si Goto Saijiro semble avoir eu un impact limité, sa nomination pour la mission à réaliser devait être justifiée par ses compétences en céramique, et probablement par sa connaissance avancée de la civilisation chinoise. Le style qu'il fonde devient célèbre rapidement, et aujourd'hui, depuis la renaissance du modèle Kutani réalisé par le commerçant Yoshidaya à Daishoji, le style est relativement connu et populaire. Le Kutani-yaki est l'un des styles ayant inspiré le peintre Vincent van Gogh.
Des fouilles ont été menées sur les premières installations du samouraï dans les années 1970 ; des fours et un ensemble de pièces très importantes ont été découverts au pied de la montagne sur la rive droite de la rivière Daishoji. Une grande quantité de porcelaine, de pièces de poterie et d'outils de four ont été extraites des restes des deux fours et de la source.